# Ткаченко, Александр Владимирович
Алекса́ндр Влади́мирович Ткаче́нко (19 июня 1960, Киев — 3 ноября 2015, неизвестно) — советский гребец, бронзовый призёр Олимпийских игр. Мастер спорта СССР международного класса.

## Карьера
На Олимпиаде в Москве в составе восьмёрки выиграл бронзовую медаль.